# Janee Kassanavoid
Janee Kassanavoid (née le 19 janvier 1995 à Lawson) est une athlète américaine, spécialiste du lancer du marteau. Elle est vice-championne du monde à Budapest en 2023 et médaillée de bronze aux Mondiaux d'Eugene en 2022.

## Biographie
Janee Kassanavoid est une "native american", membre de la nation Comanche d'Oklahoma ; elle est la fille de Janet et Ron Kassanavoid.

## Carrière sportive

### Premières médailles mondiales (2022-2023)
Le 21 mai 2022 à Tucson, Janee Kassanavoid devient la 6e meilleure performeuse de tous les temps en établissant la marque de 78,00 m.
Lors des championnats du monde 2022 à Eugene, elle s'adjuge la médaille de bronze, devancée par sa compatriote Brooke Andersen et la Canadienne Camryn Rogers.
L'année suivante aux Mondiaux de Budapest, l'Américaine progresse d'une marche sur le podium en s'emparant de la médaille d'argent avec un jet à 76,36 m, seulement battue par Camryn Rogers.

## Palmarès
| Date | Compétition           | Lieu     | Résultat | Marque  |
| ---- | --------------------- | -------- | -------- | ------- |
| 2022 | Championnats du monde | Eugene   | 3e       | 74,86 m |
| 2022 | Championnats NACAC    | Freeport | 1re      | 71,51 m |
| 2023 | Championnats du monde | Budapest | 2e       | 76,36 m |

## Records
| Épreuve           | Performance | Lieu   | Date        |
| ----------------- | ----------- | ------ | ----------- |
| Lancer du marteau | 78,00 m     | Tucson | 21 mai 2022 |